# Mauro Tassotti
Mauro Tassotti (Roma, 19 gennaio 1960) è un allenatore di calcio, dirigente sportivo ed ex calciatore italiano, di ruolo difensore, attuale vicepresidente della federazione calcistica ucraina e collaboratore tecnico del Milan Futuro.
Ha giocato nel Milan per 17 anni, dal 1980 al 1997, rimanendovi poi con ruoli di allenatore e dirigente fino al 2016, per un totale di 36 anni consecutivi da tesserato del club rossonero, che costituiscono un record assoluto nella storia della società. Da giocatore, insieme ai compagni di reparto Franco Baresi, Paolo Maldini e Alessandro Costacurta, ha composto una delle migliori linee difensive della storia del calcio, consentendo al Milan di stabilire il record assoluto di partite consecutive senza sconfitta (58) nei cinque principali campionati europei (dal 26 maggio 1991 al 14 marzo 1993; 1 anno, 9 mesi e 16 giorni).
Nel 1994 è stato vicecampione del mondo con la nazionale italiana.

## Caratteristiche tecniche

### Giocatore

Tassotti, assieme a Fabio Capello e Adriano Galliani, con la Champions League 1993-1994 vinta dal Milan.

Nei primi anni di professionismo ebbe la fama di giocatore duro e irritabile. Giunto al Milan come marcatore puro, senza particolari qualità tecniche, fondamentale per la sua crescita calcistica fu l'insegnamento dell'allora tecnico rossonero Nils Liedholm: grazie agli allenamenti impostigli dallo svedese, Tassotti affinò le proprie doti, al punto da essere paragonato a Djalma Santos, il due volte campione del mondo brasiliano noto per le sue giocate di classe. Pur rimanendo un forte difensore, nel Milan di Arrigo Sacchi, schierato a zona, si fece valere sulla fascia destra anche in fase di supporto dell'attacco. I progressi compiuti nella seconda parte della carriera gli valsero nel 1992 il debutto in nazionale maggiore all'età di 32 anni, nonché la partecipazione al campionato del mondo 1994 con l'Italia.

## Carriera

### Giocatore

#### Club

Un giovane Tassotti (a destra) alla Lazio nel 1979, in contrasto sull'avellinese Claudio Pellegrini.

Esordì nella Lazio di Roberto Lovati il 5 novembre 1978 contro l'Ascoli, all'età di diciotto anni. Nel suo primo campionato in massima serie disputò 14 partite e divenne titolare della squadra biancoceleste l'anno successivo.
Il 1º luglio 1980 passò al Milan, in Serie B, e fu subito schierato come titolare della squadra, della quale seguì le alterne fortune dei primi anni ottanta. Nel derby di andata della stagione 1981-1982, un suo intervento in gioco pericoloso su Oriali costò al giocatore nerazzurro diversi punti di sutura al volto. L'episodio ebbe grande risalto e segnò negativamente la prima parte della carriera di Tassotti.
Con l'arrivo di Arrigo Sacchi, la squadra proseguì con la collaudata difesa a zona già impostata da Nils Liedholm, schierando Paolo Maldini a sinistra, Franco Baresi – affiancato prima da Filippo Galli e quindi da Alessandro Costacurta – al centro e Tassotti nel ruolo di terzino destro nonché vicecapitano; rimase un punto fermo dell'undici rossonero anche quando a Sacchi subentrò in panchina Fabio Capello.
Il primo successo per Tassotti fu lo scudetto del 1988, seguito da due Coppe dei Campioni di fila, quindi da altri tre titoli nazionali consecutivi fra il 1992 e il 1994 e dalla vittoria della UEFA Champions League nel 1994, alzata da capitano per l'assenza in finale dello squalificato Baresi.
Dopo un altro scudetto vinto nel 1996, si ritirò dall'attività di calciatore all'età di 37 anni, nel 1997, giocando la sua ultima partita di campionato il 1º giugno a San Siro contro il Cagliari, nell'inedito ruolo di centrocampista centrale.

Il milanista Tassotti (a sinistra) in azione nel 1991, alle prese con lo juventino Pierluigi Casiraghi.

In totale Tassotti ha giocato 404 partite in Serie A e 65 in Serie B, 428 partite con la maglia del Milan in campionato. In diciassette stagioni complessive con la maglia rossonera, Tassotti ha segnato 10 gol: 8 in campionato, uno in Coppa Italia e uno in Coppa dei Campioni (questo il suo ultimo gol, segnato il 30 settembre 1992 in trasferta contro l'Olimpia Lubiana).

#### Nazionale
La convocazione in nazionale maggiore, dopo varie presenze nella compagine Under-21 e olimpica, giunge per la sfida del 14 ottobre 1992 contro la Svizzera: il trentaduenne Tassotti è all'epoca il più vecchio esordiente nella storia della nazionale azzurra, record poi battuto nel 2014 da Emiliano Moretti.

Da sinistra, Tassotti con la nazionale olimpica nel 1984, insieme ai compagni di club Franco Baresi e Sergio Battistini.

Sempre contro gli elvetici, il 3 giugno 1994, il CT della nazionale Sacchi schiera un reparto difensivo identico a quello che aveva avuto nel suo Milan, così come il 18 giugno successivo al campionato del mondo. Il cammino al mondiale di Tassotti, così come la sua carriera in nazionale (7 presenze in totale), si chiude ai quarti di finale dopo la vittoria dell'Italia per 2-1 contro la Spagna; a seguito di una gomitata a Luis Enrique in piena area di rigore nei minuti di recupero della partita, non vista dall'arbitro ma rilevata dalla prova TV, gli viene per questo motivo inflitta una squalifica di otto turni.

### Allenatore
Inizia la carriera di allenatore nel settore giovanile del Milan: dal 1997 al 2001 è il tecnico della Primavera, con la quale vince due volte il Torneo di Viareggio. Il 14 marzo 2001 subentra ad Alberto Zaccheroni alla guida della prima squadra, fino al termine della stagione, in coppia con Cesare Maldini, facente figura di direttore tecnico. Dal 5 novembre è il vice di Carlo Ancelotti per otto stagioni. In quegli anni il Milan vince due Champions League, due Supercoppe UEFA, un Mondiale per club, un campionato, una Coppa Italia e una Supercoppa Italiana.
Copre la stessa carica nella stagione 2009-2010 al fianco dell'allenatore brasiliano Leonardo. Dopo l'addio di quest'ultimo alla panchina, diventa unico responsabile tecnico della prima squadra per le amichevoli di fine stagione in una tournée negli USA e in Canada.

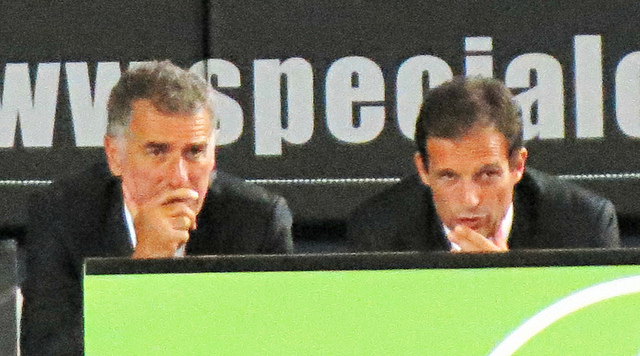
Tassotti (a sinistra) al Milan nel 2012, vice del tecnico Massimiliano Allegri.

La stagione seguente è ancora viceallenatore del Milan con il nuovo tecnico Massimiliano Allegri, vincendo lo scudetto. Rimane assistente di Allegri fino all'esonero di quest'ultimo, il 13 gennaio 2014, dopo la sconfitta con il Sassuolo; conseguentemente gli viene affidata temporaneamente la guida della squadra. 
Il 15 gennaio guida il Milan negli ottavi di finale di Coppa Italia contro lo Spezia, vincendo la partita per 3-1. 
Dal giorno seguente, con l'arrivo di Clarence Seedorf, torna a ricoprire il ruolo di viceallenatore, in cui viene riconfermato anche quando a Seedorf subentra Filippo Inzaghi alla guida della squadra. Il 16 giugno 2015, con la nomina di Siniša Mihajlović, viene sollevato dall'incarico.
Dal 3 luglio seguente ricopre un ruolo da osservatore, in particolare seguendo da vicino lo sviluppo dei giovani rossoneri che andranno a giocare in prestito.
Il 12 luglio 2016 rescinde consensualmente il contratto in scadenza nel 2017, lasciando così il Milan dopo 36 anni, per seguire come allenatore in seconda l'ex attaccante milanista Andrij Ševčenko sulla panchina della nazionale ucraina.
Terminata l’esperienza in Ucraina, il 7 novembre 2021 segue il tecnico ucraino come vice sulla panchina del Genoa.
Dal 2024 è vice presidente della federazione calcistica ucraina.
Il 12 febbraio 2025 torna al Milan, con un contratto fino al termine della stagione, entrando nello staff di Daniele Bonera, con il ruolo di collaboratore tecnico nel Milan Futuro. Viene successivamente confermato dopo l'esonero di Daniele Bonera e il successivo arrivo di Massimo Oddo.

## Vita privata
La moglie Antonella Peraboni, sposata nel maggio 1986, è morta il 13 febbraio 1997 per un tumore all'età di 32 anni. L'allenatore ha avuto da lei due figli, Niccolò e Lucrezia.

## Statistiche

### Presenze e reti nei club
| Stagione        | Squadra         | Campionato      | Campionato | Campionato | Coppe nazionali | Coppe nazionali | Coppe nazionali | Coppe continentali | Coppe continentali | Coppe continentali | Altre coppe | Altre coppe | Altre coppe | Totale | Totale |
| Stagione        | Squadra         | Comp            | Pres       | Reti       | Comp            | Pres            | Reti            | Comp               | Pres               | Reti               | Comp        | Pres        | Reti        | Pres   | Reti   |
| --------------- | --------------- | --------------- | ---------- | ---------- | --------------- | --------------- | --------------- | ------------------ | ------------------ | ------------------ | ----------- | ----------- | ----------- | ------ | ------ |
| 1977-1978       | Lazio           | A               | 0          | 0          | CI              | 0               | 0               | CU                 | 0                  | 0                  | CdE         | 0           | 0           | 0      | 0      |
| 1978-1979       | Lazio           | A               | 14         | 0          | CI              | 1               | 0               | -                  | -                  | -                  | -           | -           | -           | 15     | 0      |
| 1979-1980       | Lazio           | A               | 27         | 0          | CI              | 5               | 0               | -                  | -                  | -                  | -           | -           | -           | 32     | 0      |
| Totale Lazio    | Totale Lazio    | Totale Lazio    | 41         | 0          |                 | 6               | 0               |                    | 0                  | 0                  |             | 0           | 0           | 47     | 0      |
| 1980-1981       | Milan           | B               | 33         | 0          | CI              | 3               | 0               | -                  | -                  | -                  | -           | -           | -           | 36     | 0      |
| 1981-1982       | Milan           | A               | 24         | 0          | CI              | 4               | 0               | CM                 | 5                  | 0                  | -           | -           | -           | 33     | 0      |
| 1982-1983       | Milan           | B               | 32         | 0          | CI              | 9               | 1               | -                  | -                  | -                  | -           | -           | -           | 41     | 1      |
| 1983-1984       | Milan           | A               | 30         | 1          | CI              | 7               | 0               | -                  | -                  | -                  | -           | -           | -           | 37     | 1      |
| 1984-1985       | Milan           | A               | 24         | 1          | CI              | 10              | 0               | -                  | -                  | -                  | -           | -           | -           | 34     | 1      |
| 1985-1986       | Milan           | A               | 28         | 0          | CI              | 6               | 0               | CU                 | 6                  | 0                  | TE          | 2           | 0           | 42     | 0      |
| 1986-1987       | Milan           | A               | 24+1       | 1+0        | CI              | 4               | 0               | -                  | -                  | -                  | -           | -           | -           | 29     | 1      |
| 1987-1988       | Milan           | A               | 28         | 0          | CI              | 7               | 0               | CU                 | 4                  | 0                  | -           | -           | -           | 39     | 0      |
| 1988-1989       | Milan           | A               | 30         | 2          | CI              | 3               | 0               | CC                 | 9                  | 0                  | SI          | 1           | 0           | 43     | 2      |
| 1989-1990       | Milan           | A               | 29         | 3          | CI              | 2               | 0               | CC                 | 7                  | 0                  | SU+CInt     | 2+1         | 0           | 41     | 3      |
| 1990-1991       | Milan           | A               | 28         | 0          | CI              | 2               | 0               | CC                 | 4                  | 0                  | SU+CInt     | 2+1         | 0           | 37     | 0      |
| 1991-1992       | Milan           | A               | 33         | 0          | CI              | 5               | 0               | -                  | -                  | -                  | -           | -           | -           | 38     | 0      |
| 1992-1993       | Milan           | A               | 27         | 0          | CI              | 5               | 0               | UCL                | 9                  | 1                  | SI          | 1           | 0           | 42     | 1      |
| 1993-1994       | Milan           | A               | 21         | 0          | CI              | 1               | 0               | UCL                | 9                  | 0                  | SI+SU+CInt  | 1+1+1       | 0           | 34     | 0      |
| 1994-1995       | Milan           | A               | 12         | 0          | CI              | 4               | 0               | UCL                | 5                  | 0                  | SI+SU+CInt  | 1+2+1       | 0           | 25     | 0      |
| 1995-1996       | Milan           | A               | 15         | 0          | CI              | 2               | 0               | CU                 | 3                  | 0                  | -           | -           | -           | 20     | 0      |
| 1996-1997       | Milan           | A               | 10         | 0          | CI              | 1               | 0               | UCL                | 1                  | 0                  | SI          | 0           | 0           | 12     | 0      |
| Totale Milan    | Totale Milan    | Totale Milan    | 428+1      | 8+0        |                 | 75              | 1               |                    | 62                 | 1                  |             | 17          | 0           | 583    | 10     |
| Totale carriera | Totale carriera | Totale carriera | 469+1      | 8+0        |                 | 81              | 1               |                    | 62                 | 1                  |             | 17          | 0           | 630    | 10     |

### Cronologia presenze e reti in nazionale
| Cronologia completa delle presenze e delle reti in nazionale ― Italia | Cronologia completa delle presenze e delle reti in nazionale ― Italia | Cronologia completa delle presenze e delle reti in nazionale ― Italia | Cronologia completa delle presenze e delle reti in nazionale ― Italia | Cronologia completa delle presenze e delle reti in nazionale ― Italia | Cronologia completa delle presenze e delle reti in nazionale ― Italia | Cronologia completa delle presenze e delle reti in nazionale ― Italia | Cronologia completa delle presenze e delle reti in nazionale ― Italia |
| Data                                                                  | Città                                                                 | In casa                                                               | Risultato                                                             | Ospiti                                                                | Competizione                                                          | Reti                                                                  | Note                                                                  |
| --------------------------------------------------------------------- | --------------------------------------------------------------------- | --------------------------------------------------------------------- | --------------------------------------------------------------------- | --------------------------------------------------------------------- | --------------------------------------------------------------------- | --------------------------------------------------------------------- | --------------------------------------------------------------------- |
| 14-10-1992                                                            | Cagliari                                                              | Italia                                                                | 2 – 2                                                                 | Svizzera                                                              | Qual. Mondiali 1994                                                   | -                                                                     |                                                                       |
| 24-2-1993                                                             | Porto                                                                 | Portogallo                                                            | 1 – 3                                                                 | Italia                                                                | Qual. Mondiali 1994                                                   | -                                                                     |                                                                       |
| 27-5-1994                                                             | Parma                                                                 | Italia                                                                | 2 – 0                                                                 | Finlandia                                                             | Amichevole                                                            | -                                                                     | 46’                                                                   |
| 3-6-1994                                                              | Roma                                                                  | Italia                                                                | 1 – 0                                                                 | Svizzera                                                              | Amichevole                                                            | -                                                                     | 46’                                                                   |
| 11-6-1994                                                             | New Haven                                                             | Italia                                                                | 1 – 0                                                                 | Costa Rica                                                            | Amichevole                                                            | -                                                                     |                                                                       |
| 18-6-1994                                                             | New York                                                              | Italia                                                                | 0 – 1                                                                 | Irlanda                                                               | Mondiali 1994 - 1º turno                                              | -                                                                     |                                                                       |
| 9-7-1994                                                              | Boston                                                                | Italia                                                                | 2 – 1                                                                 | Spagna                                                                | Mondiali 1994 - Quarti di finale                                      | -                                                                     |                                                                       |
| Totale                                                                |                                                                       | Presenze                                                              | 7                                                                     |                                                                       | Reti                                                                  | 0                                                                     |                                                                       |

### Statistiche da allenatore
Statistiche aggiornate al 6 gennaio 2025.
| Stagione        | Squadra         | Campionato      | Campionato | Campionato | Campionato | Campionato | Coppe nazionali | Coppe nazionali | Coppe nazionali | Coppe nazionali | Coppe nazionali | Coppe continentali | Coppe continentali | Coppe continentali | Coppe continentali | Coppe continentali | Altre coppe | Altre coppe | Altre coppe | Altre coppe | Altre coppe | Totale | Totale | Totale | Totale | % Vittorie | Piazzamento |
| Stagione        | Squadra         | Comp            | G          | V          | N          | P          | Comp            | G               | V               | N               | P               | Comp               | G                  | V                  | N                  | P                  | Comp        | G           | V           | N           | P           | G      | V      | N      | P      | %          | Piazzamento |
| --------------- | --------------- | --------------- | ---------- | ---------- | ---------- | ---------- | --------------- | --------------- | --------------- | --------------- | --------------- | ------------------ | ------------------ | ------------------ | ------------------ | ------------------ | ----------- | ----------- | ----------- | ----------- | ----------- | ------ | ------ | ------ | ------ | ---------- | ----------- |
| mar.-giu. 2001  | Milan           | A               | 12         | 5          | 4          | 3          | CI              | -               | -               | -               | -               | UCL                | -                  | -                  | -                  | -                  | -           | -           | -           | -           | -           | 12     | 5      | 4      | 3      | 41,67      | Sub. 6°     |
| gen. 2014       | Milan           | A               | -          | -          | -          | -          | CI              | 1               | 1               | 0               | 0               | UCL                | -                  | -                  | -                  | -                  | -           | -           | -           | -           | -           | 1      | 1      | 0      | 0      | 100,00&    | Ad interim  |
| Totale carriera | Totale carriera | Totale carriera | 12         | 5          | 4          | 3          |                 | 1               | 1               | 0               | 0               |                    | -                  | -                  | -                  | -                  |             | -           | -           | -           | -           | 13     | 6      | 4      | 3      | 46,15      |             |

## Palmarès

### Giocatore

#### Club

##### Competizioni giovanili
- Campionato Allievi Nazionali: 2

Lazio: 1976-1977, 1977-1978
- Coppa Italia Primavera: 1

Lazio: 1978-1979

##### Competizioni nazionali
- Campionato italiano di Serie B: 2

Milan: 1980-1981, 1982-1983
- Campionato italiano: 5

Milan: 1987-1988, 1991-1992, 1992-1993, 1993-1994, 1995-1996
- Supercoppa italiana: 4

Milan: 1988, 1992, 1993, 1994

##### Competizioni internazionali
- Coppa Mitropa: 1

Milan: 1981-1982
- Coppa dei Campioni/UEFA Champions League: 3

Milan: 1988-1989, 1989-1990, 1993-1994
- Supercoppa UEFA: 3

Milan: 1989, 1990, 1994
- Coppa Intercontinentale: 2

Milan: 1989, 1990

#### Individuale
- Premio Nazionale Carriera Esemplare "Gaetano Scirea"

1996
- Gran Galà del calcio AIC: 1

Premio alla carriera: 2024

### Allenatore

#### Club
- Torneo di Viareggio: 2

Milan: 1999, 2001

#### Individuale
- Trofeo Maestrelli: 1

2001